# Silas Fitzi
Silas Fitzi  (* 20. August 1999) ist ein Schweizer Unihockeyspieler, der beim Nationalliga-A-Verein Floorball Thurgau unter Vertrag steht. Er ist zudem Captain des Teams.

## Karriere

### JS Romanshorn
Als Kind und Jugendlicher spielte Fitzi bei der Jungschar Romanshorn, wo er während mehreren Jahren auch als Trainer aktiv war.

### Sportschule Erlen
Fitzi absolvierte die Unihockey-Sportschule in Erlen.

### Floorball Thurgau
2018 stand Fitzi erstmals im Kader von Floorball Thurgau. Seinen ersten Treffer im Trikot der Thurgauer erzielte er in der Saison 2019/20. Unterdessen ist Fitzi gestandener Spieler und einer der Leader auf dem Feld.

### UHC Waldkirch-St. Gallen
Nachdem die Saison in der Nationalliga B aufgrund der Corona-Pandemie unterbrochen worden war, verpflichtete der Nationalliga-A-Vertreter UHC Waldkirch-St. Gallen den Rechtsausleger temporär. Sein Engagement beim UHC Waldkirch-St. Gallen ist bis auf den Zeitpunkt der Wiederaufnahme der Nationalliga-B-Meisterschaft beschränkt. Sein Debüt für die St. Galler gab Fitzi beim 11:6-Sieg über den UHC Uster am 8. Januar 2021.